# Lijst van beschermd erfgoed in Pecq
Onderstaande tabel geeft een overzicht van de beschermde erfgoederen in de gemeente Pecq in België. Het beschermd erfgoed maakt deel uit van het cultureel erfgoed in België.
| Object | Bouwjaar/architect | Deelgemeente | Adres | Coördinaten                   | Nummer?                | Afbeelding             |
| --- | ------------------ | ------------ | ----- | ----------------------------- | ---------------------- | ---------------------- |
| Église Saint-Martin |                    |              |       | 50° 41' 7" NB, 3° 20' 24" OL  | 57062-CLT-0001-01 Info | Église Saint-Martin    |
| Église Saint-Eleuthère |                    | Esquelmes    |       | 50° 39' 53" NB, 3° 20' 55" OL | 57062-CLT-0002-01 Info | Église Saint-Eleuthère |
| Het Waals gedeelte van het Spierekanaal door de gemeenten Steenput en Pecq, inclusief de infrastructuur van het kanaal, namelijk de sluiswachterswerken, drie metalen ophaalbruggen en de jaagpaden met de populierenrijen daarlangs; en een beschermingszone langs het kanaal |                    |              |       | 50° 41' 28" NB, 3° 15' 23" OL | 57062-CLT-0006-01 Info |                        |